# Versus the World (banda)
Versus the World es una banda estadounidense de rock de Santa Bárbara, California, Estados Unidos, formada por Donald Spence y Mike Davenport . La banda combina post-hardcore con pop punk y actualmente está firmada con Viking Funeral Records.

## Historia

### Formación y debut homónimo (2005-2006)
Se lanzó su álbum debut, Versus the World, en septiembre de 2005. Mike Davenport fue el bajista de The Ataris durante mucho tiempo. Versus The World se formó en la parte trasera de la antigua tienda de discos The Ataris ("Down On Haley"). Antes de llamarse Versus The World, Mike Davenport y Donald Spence hicieron algunos shows acústicos bajo el nombre de la banda "Pencapchew" para llenar el tiempo entre sus proyectos actuales. También han hecho un video musical para una de sus canciones "Is There No End". Hicieron una gira rigurosa por Estados Unidos y Europa con bandas como No Use For A Name, Suicide Machines, Bouncing Souls, The Lawrence Arms, Social Distortion, I Am The Avalanche y el Vans Warped Tour. También lanzaron una canción titulada "Blue and Cold" en la compilación Vans Warped Tour Taste of Christmas, que apareció como bonus track en las versiones europeas del álbum.

### Drink. Sing. Live. Love. (2010-2013)
En agosto de 2010, VTW anunció su regreso, con los nuevos miembros Chris Flippin de Lagwagon y Bryan Charlson de la banda secundaria de Spence, Crooks & Liars. Dijeron que estaban listos para trabajar en un nuevo EP con una gira de acompañamiento a seguir. Sin embargo, en 2011, la banda anunció que habían optado por lanzar un álbum completo. El 30 de julio de 2011 se lanzó una nueva canción "In Fear of Finale". Es el primer material nuevo de la banda desde la canción "Blue and Cold". Más tarde, el 13 de septiembre, la banda publicó un adelanto acústico de otra canción, titulada "A Love Song for Amsterdam". En 2012, Versus the World se embarcó en una gira europea a gran escala, incluida una fecha en el festival Groezrock . El 25 de abril de 2012, el álbum finalmente se anunció como "Drink. Cantar. Vivir. Love." que se lanzará el 13 de julio en Viking Funeral Records. El 31 de julio, se publicó un video musical de la canción "A Fond Farewell" para coincidir con el lanzamiento del álbum en Estados Unidos.

### Homesick/Roadsick(2015-2021)
En 2015 lanzaron el tercer álbum, llamado Homesick/Roadsick .

### Nuevo álbum desconocido(2021-presente)
En 2021 anunciaron que la banda estaba grabando un nuevo álbum.

## Apariciones Culturales
La canción Forgive Me apareció en WWE SmackDown vs. Raw 2007

## Álbumes
| Año  | Título                   |
| ---- | ------------------------ |
| 2005 | Versus The World         |
| 2012 | Drink. Sing. Live. Love. |
| 2015 | Homesick/Roadsick        |

## enlaces externos
- Facebook

- Datos: Q628514